# Amy Cokayne
Pas d'image ? Cliquez ici

a Compétitions nationales et continentales officielles uniquement.

b Matchs officiels uniquement.
Dernière mise à jour le 10 mai 2025.
Amy Cokayne, née le 11 juillet 1996 à Ipswich (Angleterre), est une joueuse internationale anglaise de rugby à XV, évoluant au poste de talonneur. Elle joue aux Sale Sharks.

## Biographie
Amy Cokayne naît le 11 juillet 1996 à Ipswich en Angleterre. Elle commence la pratique du rugby à XV à l'âge de six ans au Cleve RFC. Elle est âgée de neuf ans quand sa famille migre en Nouvelle-Zélande après que son père, aviateur, est recruté par l'armée de l'air néo-zélandaise. Ils déménagent beaucoup, au fil des mutations de son père. Elle est scolarisée dans treize écoles primaires successives. Au lycée de Feilding (en), elle est capitaine de son équipe qu'elle mène à 53 victoires consécutives. Elle est convoquée à un stage avec les Black Ferns mais son entraineur la dissuade d'y aller si elle compte jouer pour les Red Roses.
Elle décide de rentrer en Angleterre pour étudier à l'université de Loughborough, où elle passe une licence en sciences du sport. Ce faisant, elle se rend disponible pour les sélections de la Fédération anglaise de rugby à XV (RFU).
En 2014, Amy Cokayne est appelée avec l'équipe nationale des moins de 20 ans puis elle obtient sa première sélection avec les Red Roses en 2015 contre l'Italie.
Lors du Tournoi des Six Nations 2017, contre l'Écosse, elle inscrit un triplé. C'est la seconde fois dans l'histoire du Tournoi des Six Nations féminin qu'une avant réalise une telle performance. En suivant, elle dispute la Coupe du monde, où elle marque cinq essais.
Elle rejoint en 2017 les Wasps (en) pour disputer la première saison de Premier 15s.
Pendant le deuxième semestre 2018, Amy Cokayne réduit son activité rugby pour suivre une formation d'officier dans la Royal Air Force. Elle est reçue en décembre 2018.
En 2019, la RFU la met sous contrat en vue de la Coupe du monde 2021. Elle quitte les Wasps et signe aux Harlequins.
En septembre 2022, elle est sélectionnée pour disputer la Coupe du monde en Nouvelle-Zélande.
Après la saison 2022-2023, Amy Cokayne quitte les Harlequins et signe aux Leicester Tigers qui viennent juste de créer leur équipe professionnelle. À l'automne, elle fait partie des trente joueuses qui repartent en Nouvelle-Zélande jouer et remporter le WXV 2023,. Elle est également sélectionnée pour le Tournoi des Six Nations 2024 dont elle joue deux rencontres. Son club termine à dernière place de la Premiership.
En 2024-2025, elle remporte à nouveau le WXV avec les Red Roses et enchaine avec un huitième Tournoi des Six Nations,,. Les Anglaises remportent à nouveau la compétition en réalisant le Grand Chelem. Au mois de mai 2025, sa signature aux Sale Sharks est annoncée.
En juillet 2025, elle est sélectionnée pour la Coupe du monde en Angleterre.

## Palmarès

### En club
- Vainqueur du Championnat d'Angleterre en 2021 avec les Harlequins.

### En équipe nationale
- Vainqueur du Grand Chelem dans le Tournoi des Six Nations en 2017, 2019, 2020, 2021, 2022, 2023, 2024 et 2025.
- Finaliste de la Coupe du monde en 2017 et 2021.
- Vainqueur du WXV en 2023 et 2024.